# 화엄종

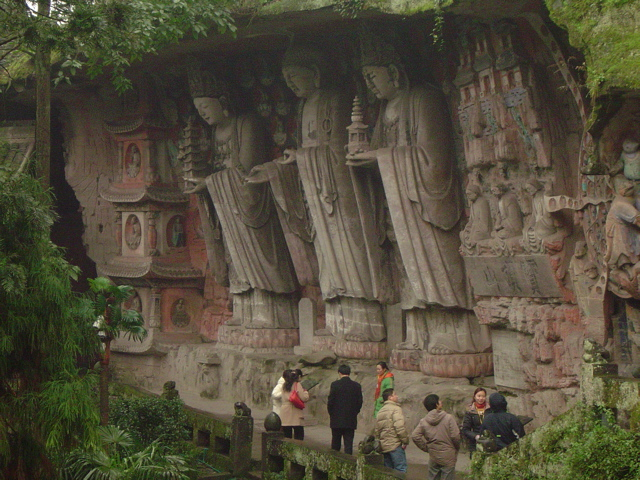

화엄종(華嚴宗)은 《화엄경(華嚴經)》을 소의 경전으로 하는 불교 종파이다. 화엄종에는 중국의 화엄종 · 해동 화엄종이라고 불린 한국의 화엄종 · 일본의 화엄종이 있다. 해동 화엄종은 원융종(圓融宗) · 부석종(浮石宗) · 의상종(義湘宗)이라고도 불리었다.
중국의 화엄종은 제2대 조사인 지엄에 의해 기틀이 다져졌으며 승려인 심상(審祥: ?-742)이 시조라고 할 수 있다.
화엄종의 교학을 화엄교학(華嚴敎學)이라고 하며, 화엄교학은 《화엄경》을 근본 경전으로 하여 법장(法藏: 643-712)이 대성한 교학으로, 지의(智顗: 538-597)가 대성한 천태교학(天台敎學)과 더불어 중국 불교의 대표적인 교학 중 하나를 이룬다. 화엄교학은 심원하고 광대한 불교의 세계관을 확립하였는데, 주요 교의로는 법계연기(法界緣起) · 십현문(十玄門) · 육상원융(六相圓融)이 있다. 특히, 법계연기 중 사사무애법계(事事無礙法界)는 연기론의 극치로서 화엄교학의 특징을 이루는데, 중중무진(重重無盡)의 법계연기(法界緣起) 또는 법계무진연기(法界無盡緣起)라고도 불린다.
오교십종(五敎十宗)은 중국 화엄종의 시조인 두순(杜順: 557-640)에 의해 기초가 놓인 것을 법장이 완성한 화엄종의 교판이다.

## 중국의 화엄종

### 개요 및 특징
중국의 화엄종(華嚴宗)은 제2대 조사인 지엄에 의해 기틀이 잡히고 당나라 시대의 현수대사(賢首大師) 법장(法藏: 643-712)에 의해 699년에 더욱 발전한 종파이다. 화엄종은 수나라 시대에 천태지의대사(智顗: 538-597)에 의해 개창된 천태종(天台宗)과 함께 중국 불교의 교리 발전 면에서 2대쌍벽을 이루었다.
화엄의 교학은, 천태의 교학이 실천으로서의 지관(止觀)을 중시한 데 비해, 심원하고 광대한 불교의 세계관("중중무진(重重無盡)의 법계연기(法界緣起)")을 이론적으로 확립하였다는 특징이 있다. 구체적인 실천으로서의 관법(觀法)은 천태종의 지관(止觀)에 양보하고 이론면에 편중하였기 때문에 화엄종은 살아 있는 종교로서의 생명력이 약간 부족했다.

### 기초
인도 불교에서는 세친(世親: 320-400)이 《화엄경》 중 〈십지경(十地經)〉을 주석한 《십지경론(十地經論)》이 있었다. 그리고 이 《십지경론》을 바탕으로 중국 남북조 시대(420-589) 중 북조에 해당하는 북위(386-534)에서 지론종이 일어났는데, 이와 같이 법장(643-712)에 의한 화엄종의 성립 이전부터 《화엄경》에 대한 연구가 왕성했다.
중국에서 《화엄경》이 처음 한역된 것은 동진의 불타발타라(佛馱跋陀羅: 395-429)에 의해서인데, 그는 《육십화엄(六十華嚴)》을 408년부터 420년에 걸쳐서 번역하였다. 그 후 《육십화엄》의 연구자가 많이 배출되었으나, 화엄교학(華嚴敎學)은 이들 경전 연구자들보다는 수나라(581-618) 시대와 당나라(618-907) 초기에 걸쳐 활약한 선관(禪觀)을 실천 수행하였던 두순(杜順: 557-640)에서 비롯되어, 지엄(智儼: 602-668)을 거쳐, 현수대사 법장(法藏: 643-712)에 의해 대성되었다. 법장의 《화엄경탐현기(華嚴經探玄記)》·《화엄오교장(華嚴五敎章)》 등의 저작에 의해 한 종파로서의 기초가 확립되었다.

### 성립
당 중종 때에 실차난타(實叉難陀)에 의해 《팔십화엄(八十華嚴)》이 695년부터 699년에 걸쳐서 번역되었다. 법장(法藏: 643-712)은 699년 10월 측천무후의 청으로 불수기사에서 새로 번역된 《팔십화엄(八十華嚴)》을 강하여, 현수(賢首)라는 호를 받았으며 측천무후로부터 두터운 신임을 받았다. 또한 이때 전후로 《화엄경탐현기(華嚴經探玄記)》 20권 (687-695), 《화엄오교장(華嚴五敎章)》 3권, 《화엄지귀(華嚴旨歸)》 ·《유심법계기(遊心法界記)》·《대승기신론의기(大乘起信論義記)》 등의 논서를 지어 화엄의 교리를 크게 밝히고 화엄종의 조직적 체계를 이루어 놓았다.
한편 《화엄경(華嚴經)》은 699년의 화엄종의 성립 이후에도 다시 번역되었는데, 당 덕종 때에 반야삼장(般若三藏)이 《사십화엄(四十華嚴)》을 785년부터 798년에 걸쳐서 번역하였다.

## 한국의 화엄종

### 개요 및 성립
신라 시대에 의상(義湘: 625-702)이 당나라에 건너가 지엄(智儼: 602-668)의 문하에서 화엄학을 배운 후 문무왕 10년(670년)에 귀국하여 해동 화엄종을 개종하였다. 이로써 의상은 해동 화엄종의 비조(鼻祖)가 되었는데, 그를 원효(元曉) · 윤필(潤筆)과 함께 화엄삼사(華嚴三師)라 한다.
처음에는 원융종(圓融宗)이라 하였으나 뒤에 화엄종이라 개칭하였다. 개산조인 의상은 영주 부석사(浮石寺)를 창건하여 화엄종의 근본도량으로 정하였으며, 때문에 화엄종은 부석종(浮石宗) 또는 의상종(義湘宗)이라고도 불렸다.
신라 말에 4개의 종파(열반종 · 계율종 · 법성종 · 법상종)와 아울러 5교(五敎)라 일컫게 되고, 다시 구산선문(九山禪門)과 아울러 5교 9산이라 했다. 고려 숙종 2년(1097년) 의천이 천태종을 열면서 9산은 조계종(曹溪宗)으로 통합하여 5교 양종(五敎兩宗)이 되었다.

### 신라 시대
의상의 교화를 입은 3,000여 명의 제자들 중 오진(悟眞) · 지통(智通) · 표훈(表訓) · 진정(眞定) · 진장(眞藏) · 도융(道融) · 양원(良源) · 상원(相源) · 능화(能和) · 의적(義寂)의 화엄십성(華嚴十聖)이 배출되었다.
부석사의 창립 후에는 의상의 제자 혹은 그 법손(法孫)들에 의해 창건된 절로 원주의 비바라사(毘婆羅寺) · 가야산의 해인사(海印寺) · 동래의 범어사(梵魚寺) · 비슬의 옥천사(玉泉寺) · 남원의 화엄사(華嚴寺) 등이 화엄 십대사찰(華嚴十大寺刹)에 속하게 되었다. 이러한 것을 보면 남북국 시대 신라에서 화엄종의 교세가 대단했다는 것을 알 수 있다. 특히 해인사는 의상의 법손인 신림(神琳)의 제자 순응(順應)에 의하여 창건되었고, 화엄사는 의상(625-702)의 법손인 연기(緣起)에 의해 창건되었다. (화엄사의 창건에 대해서는 다른 설이 있는데, 신라 진흥왕(재위 540-576) 때의 고승인 연기(緣起)가 진흥왕 5년(544)에 창건했다는 설과 인도의 승려였던 연기(緣起)가 백제 성왕(재위: 523-554) 22년(544)에 창건했다는 설이 있다.)
신라 말까지 계속하여 뛰어난 화엄종의 승려들이 나왔는데 숭복사(崇福寺)의 쾌언(快言)과 세달사(世達寺)의 신림(神琳)이 유명하였다. 또한 법융(法融) · 범체(梵體) · 융질(融質) · 담림(曇林)도 화엄종의 강백(講伯: 경론을 강의한 승려)이었다.

### 고려 시대
신라 말기에 형성되기 시작한 9산선문은 고려에 와서 이엄(利嚴: 866-932)의 수미산파의 성립으로 마침내 완성되었다. 이러한 선법(禪法)의 영향으로 교종의 교학이 빛을 잃은 듯했으나 화엄종의 화엄교학만은 그 세력을 잃지 않았다. 남북국 시대 때 의상이 화엄 사상을 널리 펼친 이래 화엄종의 화엄교학은 끊임없이 연구되어 고려에 계승되었다. 화엄종의 화엄교학은 고려 시대 전체를 통해 선종이나 교종을 막론하고 널리 연구되었다. 그 이유는 화엄교학의 사상이 대승보살의 실천적 행동을 강조한 사상이었기 때문이었다.
고려 광종(光宗: 재위 949-975) 때는 균여(均如: 923-973)가 화엄종의 교세를 크게 떨쳤다. 그는 수도에 힘쓰는 한편 불교의 대중화에 힘을 기울였다. 균여는 《보현십종원생가(普賢十種願生歌)》(약칭 《보현십원가(普賢十願歌)》)라는 열한 수의 향가를 지어 노래 속에 불교의 교리를 쉽게 풀어 넣음으로써 대중이 불교에 쉽게 접할 수 있도록 했다. 그의 《보현십원가》는 대승보살의 실천적 행동을 강조한 화엄교학의 사상을 근간으로 성립된 것이었다. 또한 그는 당시 남악(南岳) · 북악(北岳)의 양파로 분열된 화엄학을 통일시키려고 하였으며, 불교의 종파 간에 통합에도 힘을 기울여 종파간의 분쟁을 종식시켰다.
연산의 개태사(開泰寺) · 개성의 귀법사(歸法寺)와 법수사(法水寺) · 묘향산의 보현사(普賢寺) · 합천의 반야사(般若寺)와 홍호사(弘護寺)가 고려 시대에 화엄종 교단에 속하였다.

### 조선 시대
조선 태종 6년에는 화엄종과 도문종이 합쳐서 총 43사(寺)로 폐합되었다.

### 대한민국
화엄종의 종지는, 부처의 최초 깨달음의 상태인 화엄경 사상을 바탕으로 삼고, 종조(宗祖)는 원효를 받들고, 실천행에 있어서는 화엄경 보현보살 행원품에 의하여 모든 중생을 근기에 따라 알맞은 방편으로 깨우쳐주며, 항상 남을 위하는 마음으로 행동하여 결국 수억겁 윤회고의 모든 괴로움의 원인인 무명의 혹을 떼어내고 본래면목 청정무구(本來面目淸淨無垢)한 상락아정(常樂我靜) -“번뇌망상이 일어나지 않고 늘 편안한 불국정토”- 이 모든 국토 모든 중생들의 삶이 되는 것을 큰 목적으로 삼는다 하였다. 화엄종은 우리나라에서 독특한 존재성을 가지고 있다.
원효는 스스로 화엄경의 근본이치를 밝혀내어, 한 종을 이루었으니 이것이 바로 우리나라의 독창적인 화엄종의 효시가 되는 것이다. 종(宗)의 이름마저도 인도나 당나라에 없는 분황종(芬皇宗)이라 공칭(公稱)하였고, 지금도 현존해 있는 경주시 분황사는 분황종의 총본산 이였으며 원효가 오래 주석하던 곳이다. 또 다른 화엄종파는 의상이 당나라의 화엄종 제2조인 지엄대사의 지도를 받고 신라로 돌아와 부석종을 창종하였지만, 고려말 조선 초까지 종풍이 이어 지다가 조선시대 배불정책에 의한 강압적인 종파폐합으로 말미암아 교종계에 흡수되고 말았다.
근세에 들어서 회명일승 대법사의 유훈을 이어 능해월승 대종사가 면면히 이어 오던 분황.부석 양종의 종지, 종풍을 그대로 되살려 1966년도에 인천 약사사를 대본산으로 하는 화엄종(華嚴宗)을 창종(초대종정: 능해)하였고, 해원(二世종정)이 법통 이은어 법인 화엄승가장학재단(1978년)과 공익법인 대한불교화엄종장학회(1992년)를 설립하였으며 세,수81 세에 입적.

## 일본의 화엄종

### 성립 배경
겐메이(元明) 천황(661-721)이 헤이조코(平城京: 지금의 나라시)로 천거한 직후부터 도성을 헤이안코(平安京: 지금의 교토)로 옮겨 갈 때까지의 80여 년간(710-794)을 나라 시대라고 한다. 이 시대 중에서 쇼무(聖武) 천황의 시대(729-749)는 나라 시대 불교의 최고 전성기였다.
쇼토쿠 태자(574-622) 시대부터 지배계급 가운데에는 불교를 국가 통일의 사상적 기반으로 생각하는 사람이 있었다. 이러한 생각은 율령국가의 성립과 더불어 더욱 강렬해졌다. 쇼무 천황은 사회 동요가 심각해지자 불교의 힘을 빌려 사회를 안정시키려고 지방 각지에 절을 세웠다. 쇼무 천황은 칙령을 내려 경전을 필사하게 하고 절마다 땅을 하사하였다.
나라 시대에는 한국 및 중국에서 온 승려들과 중국으로 유학갔던 승려들이 돌아와 불교를 연구하였다. 그 결과 삼론종 · 성실종 · 법상종 · 구사종 · 화엄종 · 율종의 남도육종(南都六宗)이 형성되었다. 여기서의 "종(宗)"은 불교의 종파나 종단을 가리키는 것이 아니고, 학파와 유사한 집단을 가리키는 것이었다. 나라 시대의 대사원에는 특정 한 종이 있는 것이 아니라 수많은 종이 함께 존재하였고, 한 승려가 여러 종을 겸하여 배우거나 연구할 수도 있었다.
도다이사(東大寺)는 화엄종의 근본 도량이었다.

### 성립 및 발전
736년에 중국 승려 도선(道璿: 702-760)이 일본으로 왔는데, 그는 율(律)을 강술한 동시에 《화엄경》도 강의하였다.
또 당시 화엄종에 정통한 신라승 심상(審祥: ?-742)이 일본의 대안사(大安寺)에 머무르고 있었다. 때마침 이를 알게 된 일본 승려 양변(良辨)은 화엄종을 융성시킬 목적으로 심상을 청해 《화엄경》의 강술을 청하였다. 이것이 일본 화엄종의 시작으로, 일본 화엄종의 시조는 심상이라 할 수 있다.
그러나 일본에 전래된 불교 종파 가운데 나라 시대에서 가장 성행한 것은 삼론종과 법상종이었다. 비록 이후에 화엄종과 율종의 두 종이 전파되었지만, 이 두 종파는 유행한 시기가 비교적 짧기 때문에 가장 성행한 유파로 볼 수 없다.

## 역대 조사
- 초조 마명보살(馬鳴菩薩)
- 2조 용수보살(龍樹菩薩)
- 3조 제심조사(帝心祖師) 두순(杜順) (557 ~ 640)
- 4조 운화조사(雲華祖師) 지엄(智儼) (602 ~ 668)
- 5조 현수대사(賢首大師) 법장(法藏) (643 ~ 712)
- 6조 청량국사(淸凉國師) 징관(澄觀) (738 ~ 839)
- 7조 규봉선사(圭峰禪師) 종밀(宗密) (780 ~ 841)

## 같이 보기
- 화엄교학
- 5교10종
- 법장
- 의상
- 화엄일승법계도
- 천태종
- 천태교학
- 5시8교
- 교종
- 선종

## 참고 문헌
- 이 문서에는 다음커뮤니케이션(현 카카오)에서 GFDL 또는 CC-SA 라이선스로 배포한 글로벌 세계대백과사전의 내용을 기초로 작성된 글이 포함되어 있습니다.